# Specijalna bolnica za plućne bolesti Brezovik
Specijalna bolnica za plućne bolesti „Dr Jovan Bulajić“ Brezovik je referentna ustanova i Nacionalni centar za kontrolu i praćenje tuberkuloze u Crnoj Gori u oblasti pulmologije. Organizovana je i registrovana kao jedinstvena zdravstvena ustanova sa poliklinikom i paviljonima u svom sastavu kao organizacionim celinama. Jedina je specijalizovana medicinska ustanova u Crnoj Gori koja se bavi malignitetom pluća.  Pored obavljanja specijalizovane polikliničke i bolničke zdravstvene delatnoste iz oblasti pulmologije bolnica je  obrazovna i naučno istraživački Ustanova i nastavna baza Medicinskog fakulteta u Podgorici.

## Istorija
Specijalna bolnica za pulmologiju osnovana je 1951. godine prevashodno za lečenje pacijenata obolelih od tuberkuloze, imajući u vidu da js početka druge polovine 20. veka tuberkuloza bila jedan od prioritetnih problema Crne Gore i Jugoslavije u celini. Do njenog osnivanja svi oboleli od tuberkuloze lečeni su u opštim bolnicama i dispanzerima.
Jedina specijalizovana ustanova u Crnoj Gori koja se bavi kompletnom dijagnostikom i terapijom svih bolesti iz oblasti pulmologije izgrađena je na mestu letnjikovca Blaža Petrovića, predsednika Vlade za vreme kralja Nikole, na parceli površine 56.000 metara kvadratnih, čiji je veliki deo pod šumom (jer je aeroterapija i klimoterapija obavezan vid lečenja plućnih bolesti). Imajući ovo u vidu bolnicu u Brezoviku njeni korisnici usluga nazvali su je „vazdušna banja”.
Od osnivanja Bolnice u Brezoviku je postala centralna i stacionarna ustanova u Crnoj Gori za lečenje pacijenata obolelih od tuberkuloze, au 21. veku i jedina za lečenaje malignih bolesti pluća u Crnoj Gori.

Osnovana je prevashodno za lečenje pacijenata obolelih od tuberkuloze, deset godina nakon osnivanja transformisana je 1961. godine u Zavod za tuberkulozu Crne Gore da bi tridesetak godina kasnije odlukom Ministarstva zdravlja (1990. godine) preimenovana u Specijalnu bolnicu za plućne bolesti „Dr Jovan Bulajić“. 
| „ | Od 2013. godine aktuelna je priča da treba da postane regionalni institut za plućne bolesti. | ” |

## Organizacija i rad
Bolnički kompleks Specijalna bolnica za plućne bolesti Brezovik čine 6 organizacionih jedinica i to:
Paviljoni
- Onkološko odjeljenje sa dnevnom bolnicom
- Odjeljenje za netipične plućne bolesti i druge granulomatozne, sa odsjekom za inhalacionu terapiju
- Odjeljenje za tuberkulozu i sarkadiozu
- Odjeljenje za obstruktivni sindrom sa intezivnom i poluintezivnom jedinicom

Poliklinika
- Poliklinika u kojoj se vrši dijagnostička obrada bolesnika sa radiološkim kabinetom, biološkim kabinetom, ultrazvučnom ambulantom i apotekom

Upravna zgrada sa laborartorijom
Upravna zgrada sa laboratorijom (biohemijska, mikrobiološka i imnološka)

## Razultati rada
U Specijalnoj bolnica za plućne bolesti Brezovik, godišnje se:
- na bolničkim odeljenjima stacionarno leči oko 2.200 bolesnika (koji na lečenju provedu u proseku  15,97 dana).[2]

- ambulantno pregleda i leči 8.000 pacijenata.
- napravi 12.000 rendgenskih snimaka, 1 500 ultrazvučnih pregleda,
- obave dijagnostike predi i ispitivanje disajne funkcija kod 10.000 ispitanika.

| Pokazatelji pruženih stacionarnih zdravstvenih usluga u 2013. godini. | Pokazatelji pruženih stacionarnih zdravstvenih usluga u 2013. godini. | Pokazatelji pruženih stacionarnih zdravstvenih usluga u 2013. godini. | Pokazatelji pruženih stacionarnih zdravstvenih usluga u 2013. godini. | Pokazatelji pruženih stacionarnih zdravstvenih usluga u 2013. godini. | Pokazatelji pruženih stacionarnih zdravstvenih usluga u 2013. godini. |
| Zauzete postelje po lekaru                                            | Zauzete postelje po sestri                                            | % korišćenja kapaciteta                                               | Prosečna dužina lečenja                                               | Broj slobodnih postelja                                               | Stopa smrtnosti                                                       |
| --------------------------------------------------------------------- | --------------------------------------------------------------------- | --------------------------------------------------------------------- | --------------------------------------------------------------------- | --------------------------------------------------------------------- | --------------------------------------------------------------------- |
| 5,62                                                                  | 1,44                                                                  | 79,65                                                                 | 15,97                                                                 | 28,70                                                                 | 22,59 promila                                                         |

Zahvaljujući organizovanom radu Specijalne bolnice za plućne bolesti Brezovik, 2010-tih godina u Crnoj Gori stopa novoregistrovanih slučajeva obolelih od tuberkuloze održava se na nivou niske notifikacione stope za Evropski region, odnosno iznosi manje od 20/100.000 stanovnika.

Za 2014. godinu vrednost ove stope bila je 18,2/100.000, dok je procenat obolelih od multirezistentne tuberkuloze u odnosu na ukupan broj obolelih od tuberkuloze bio 3,5. Stopa smrtnosti od tuberkuloze iznosi 0,32/100.000 stanovnika.

## Kadrovska struktura
U bolnici je zaposleno 140 radnika od kojih je 18 lekara.

## Priznanja
Za uspešan rad bolnica je viđe puta nagrađivana:
- 1989.— Nagrada oslobođenja „18. septembar“, najveće priznanje grada Nikšića,
- 2012. — Ngrada Ljekarske komora „Dr Branko Zogović“, za poseban doprinos u radu zdravstvene službe.

## Spoljašnje veze
- Bolnica u Brezoviku: Lječilište, obdanište, skrovište...
- Položaj lečilišta na mapi Архивирано на веб-сајту  (25. фебруар 2021)